# Синдром Акерманів
Синдром Акерманів (англ. Ackerman's syndrome) — рідкісний сімейний синдром, який проявляється аномаліями зубів, губ, волосся та частою наявністю глаукоми.

## Етимологія
Названий на честь родичів — американських ортодонтів з кафедри ортодонтії Стоматологічної школи Пенсильванського університету професора Альберта Леона та двох його синів Джеймса Ловелла і Альберта Бернарда Акерманів, які його описали 1973 року.

## Етіологія
Не вияснена. Спостережено сімейну передачу в двох поколіннях. Імовірно відбувається аутосомно-рецесивне наслідування.

## Клінічні ознаки
Проявляється з народження. Спостерігають розходження молярних корінців з єдиним каналом (тавродонтизм), гіпотрихоз (зменшення розвитку волосся), повну верхню губу без бантика (лук Амура), глибокий і широкий губний жолобок, а також ювенільну глаукому. Інші особливості — виворот (ентропіон) повік, місцями зрощення між собою м'яких тканин, гіперпігментація та затвердіння шкіри над міжфаланговими суглобами пальців, а також клінодактилія (вроджене викривлення) п'ятого пальцю (мізинцю).

## Лікування
Як і при всіх спадкових хворобах етіотропного лікування не існує. Може знадобитися реконструктивна оперативна ортодонтична, ортопедична допомога. Проводять медикаментозне лікування глаукоми.